# مرز افغانستان–ترکمنستان

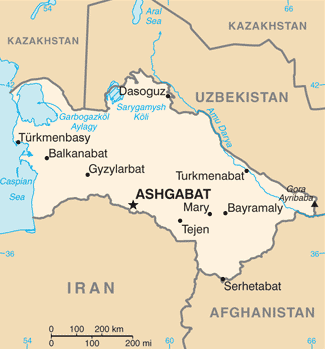
نقشه ترکمنستان با افغانستان در جنوب شرقی

مرز افغانستان و ترکمنستان ۸۰۴ کیلومتر (۵۰۰ مایل) طول دارد و از مرز سه‌گانه با ایران تا مرز سه‌گانه با ازبکستان ادامه دارد.

## موقعیت
مرز از نقطه سه‌گانه با ایران در رود هریرود شروع می‌شود. سپس در مجموعه‌ای از خطوط عمدتاً مستقیم به طول حدود ۹۰ کیلومتر (۵۶ مایل) به سمت شرق امتداد می‌یابد تا به رود کوشک در نزدیکی شهر تورغوندی افغانستان می‌رسد، که آن را به طول ۱۵ کیلومتر (۹٫۳ مایل) به سمت جنوب دنبال می‌کند. سپس به طول ۱۵۰ کیلومتر (۹۳ مایل) در جهت شمال غربی در خشکی امتداد می‌یابد تا به رود مرغاب می‌رسد، که آن را به مدت ۳۵ کیلومتر (۲۲ مایل) به سمت شمال دنبال می‌کند. سپس به طول ۳۷۰ کیلومتر (۲۳۰ مایل) در خشکی به سمت شمال غربی ادامه می‌یابد تا به رود آمودریا درست در شمال ولسوالی خم‌آب افغانستان برسد. مرز سپس از خط‌القعر این رود تا نقطه سه‌گانه با ازبکستان امتداد می‌یابد.
این مرز از منطقه‌ای کم‌جمعیت، عمدتاً متشکل از بیابان و برخی تپه‌ها، می‌گذرد، به جز شرقی‌ترین بخش آن که در آن آمودریا با جاده و راه‌آهن در سمت ترکمنستان موازی است.

## تاریخچه
این مرز از مرز قدیمی اتحاد جماهیر شوروی و افغانستان به ارث رسیده است که تا حد زیادی شکل فعلی خود را در طول رقابت انگلیس و روسیه در آسیای مرکزی در قرن نوزدهم که به عنوان بازی بزرگ شناخته می‌شود، به دست آورد. با فتح خانات خیوه و امارت بخارا توسط امپراتوری روسیه و کنترل راج بریتانیا توسط امپراتوری بریتانیا، دو قدرت توافق کردند که افغانستان را به عنوان یک کشور حائل مستقل بین خود باقی بگذارند.
در سال ۱۸۷۳، بریتانیا و روسیه بر سر یک فرمول تقریبی مرز به توافق رسیدند و اعلام کردند که آمودریا مرز شرقی از مجاورت روستای خواجه سالار تا دریاچه زورکو است و دالان واخان در افغانستان باقی خواهد ماند. بخش غربی مرز (یعنی بخش عمده‌ای از مرز مدرن افغانستان و ترکمنستان) قرار بود در تاریخ بعدی توسط یک کمیسیون مرزی تعیین شود.
با گسترش بیشتر روس‌ها به منطقه‌ای که اکنون ترکمنستان است در اوایل دهه ۱۸۸۰، تنش‌ها افزایش یافت و با حادثه پنجده (در نزدیکی ساندیکاچی در ترکمنستان امروزی)، منطقه‌ای که افغانستان ادعای مالکیت آن را دارد، به بحرانی تبدیل شد. مذاکرات اوضاع را آرام کرد و یک کمیسیون مرزی مشترک انگلیس و روسیه، مرز را به شکلی که امروز در دوره ۱۸۸۵–۱۸۸۸ است، تعیین کرد. از آنجایی که روستای خواجه سالار دیگر قابل شناسایی نبود، توافق شد که مرز در مجاورت خمیاب، افغانستان، به آمودریا برسد.
شرقی‌ترین بخش مرز (که اکنون بخشی از مرز افغانستان و تاجیکستان را تشکیل می‌دهد) تا سال‌های ۱۸۹۳–۱۸۹۵ به‌طور نهایی تعیین حدود نشد، و افغان‌ها موافقت کردند که از هرگونه ادعایی نسبت به اراضی شمال آمودریا صرف‌نظر کنند. این توافق همچنین موقعیت مرز زمینی را در بخش شرقی دریاچه زارکول تا چین مشخص کرد و متعاقباً مجموعه‌ای از برج‌های مرزی برپا شد.

## گذرگاه‌های مرزی
- تورغوندی (AFG) - سرحدآباد (TKM) (جاده و راه‌آهن)[۴]
- اقینه (AFG) - امام‌نظر (TKM) (راه‌آهن)[۴]